# Locomotiva FS 550
Le locomotive FS gruppo 550 erano locomotive a vapore con tender di rodiggio 2-2-0, che le Ferrovie dello Stato acquisirono, dopo il 1905, in seguito al riscatto della Rete Adriatica.

## Storia
Le locomotive del gruppo 550 vennero costruite tra 1896 e 1898 su commissione della Società Italiana per le strade ferrate meridionali, dalla Breda che ne consegnò 14 unità e dalle Costruzioni Meccaniche di Saronno che ne costruì 4. Le locomotive, immatricolate nel gruppo 180 RA, trovarono impiego alla trazione dei treni viaggiatori veloci sulla direttrice Adriatica e sulle linee principali della Rete Adriatica. Vennero acquisite dalle Ferrovie dello Stato a partire dal 1905.
Si ritrovano ancora immatricolate nell'album delle locomotive FS del 1915.

## Caratteristiche tecniche
La locomotiva fu costruita con il rodiggio 2-2-0 tipico delle locomotive veloci da treno viaggiatori.
Era costituita da un carro su cui erano disposte le due grandi ruote motrici accoppiate del diametro di 1.920 mm. La parte anteriore poggiava su un carrello di guida girevole a due assi da 960 mm in grado di traslare trasversalmente di 64 mm. La configurazione permetteva una buona qualità di marcia e di raggiungere la velocità di 100 km/h.
Le locomotive del gruppo erano tutte dotate di freno continuo automatico ad aria compressa e di riscaldamento a vapore per le carrozze. Alla locomotiva era accoppiato un tender a tre assi della lunghezza di 6,88 m con ruote del diametro di 1.130 mm, della massa totale in assetto di servizio di 29,7 t in grado di trasportare 10,5 m³ di acqua e 4,7 t di carbone. Sul tender agiva il freno a mano.
La caldaia aveva la lunghezza di 7.080 mm e poteva contenere 3,5 m³ di acqua (misurata con 10 cm di livello sul cielo del forno) e 2 m³ di vapore, con una produzione oraria di vapore asciutto di 5.700 kg. La pressione di esercizio della caldaia era fissata in 12 bar. I tubi bollitori erano 181, del diametro di 50/45 mm e della lunghezza tra le piastre estreme di 3.600 mm; costituivano una superficie riscaldante di 92,13 m² a cui si aggiungeva quella soprastante il forno di 8,62 m². Complessivamente la macchina aveva quindi 100,75 m² di superficie di riscaldamento.
Il forno, delle dimensioni di 2.000 x 1.050 mm, era alto mediamente 1.180 mm sulla griglia che aveva una superficie pari a 2,03 m². Il corpo cilindrico della locomotiva aveva la lunghezza, camera a fumo compresa, di 4.380 mm e diametro interno massimo di 1.332 mm e minimo di 1.304 mm.
La macchina era a vapore saturo; il motore era a 2 cilindri esterni, di diametro 460 mm e corsa di 600 mm, a semplice espansione con distribuzione del tipo Stephenson a cassetto.
La potenza sviluppata era di 540 hp nelle prime otto unità e di 550 hp nelle altre. Lo sforzo di trazione massimo sviluppato era, per tutte, di 6.050 kg, quello continuo (alla velocità di 60 km/h) era di 2.450 per il primo gruppo e di 2.500 kg per il secondo; quello all'avviamento (corrispondente al coefficiente di aderenza 1/7) era uguale per tutte di 4.230 kg. Ne consegue che il secondo gruppo teneva meglio la velocità mentre aveva prestazioni analoghe per il resto.